# Bertrada de Montfort
Bertrada de Montfort (ur. ok. 1070, zm. 14 lutego 1117 w Fontevraud) – córka Szymona I de Montfort.
W 1089, gdy miała ok. 19 lat została wydana za mąż za Fulka IV – hrabiego Andegawenii. W 1092 urodziła syna, Fulka V – późniejszego króla Jerozolimy. Wkrótce potem została kochanką (o ok. 20 lat starszego od siebie) króla Francji Filipa I. Dla niej król oddalił swoją żonę, Bertę Holenderską, a Bertrada rozstała się z mężem. Pobrali się 15 maja 1092 roku, popełniając bigamię. Zostali za to wyklęci przez Hugona, arcybiskupa Lyonu, a potem przez papieża Urbana II. Dopiero w 1105 Filip przyrzekł, że zaprzestanie kontaktu z Bertradą, ale słowa nie dotrzymał. Doczekali się czworga dzieci:
- Filipa, hrabiego Mantes (zm. ok. 1125),
- Fleury’ego, pana Nangis (zm. po 1118)
- Cecylii (zm. po 1145) – żony Tankreda, regenta Antiochii, a potem Ponsa z Trypolisu,
- Eustachii (zm. po 1102).

Bertrada przeżyła swojego partnera o 9 lat. Umarła mając ok. 50 lat.